# كتانة

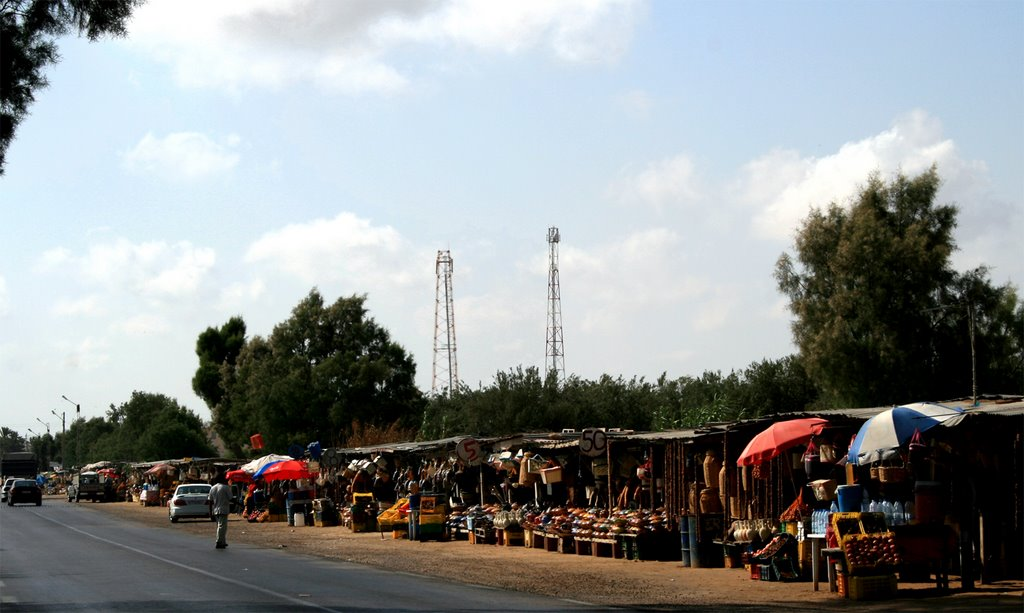
شارع كتانة الرئيسي

كتانة (بفتح الكاف وتشديد التاء) هي إحدى القرى التابعة لولاية قابس بالجنوب التونسي، وتوجد على الطريق الوطنية رقم 1 على الطريق الرابطة بين مدينتي قابس ومدنين وقد اشتهرت كتانة بإنتاج الرمان، كما عرف أبناؤها باهتمامهم بالتعليم حيث درس عدد كبير منهم بجامع الزيتونة واشتغلوا خاصة بسلك القضاء والمحاماة.
يمتد نسب عائله كتانه إلى الرسول  أي إلى النسب الهاشمي الطاهر
تعد كتّانة إحدى أكبر القرى حيث تجمع «وادي لحجل» و «سيدي سلّام»
 ويعد مهرجان الرمان أهم تظاهرة ثقافية وترفيهية بالمنطقة وقد أصبحت كتانة منطقة بلدية بداية من 2017
1. ↑  "المناطق الترابية (العمادات) حسب الولايات والمعتمديات". اطلع عليه بتاريخ 2024-11-30.